# Moča
Pour les articles homonymes, voir Moca.
Moča (en hongrois Dunamocs) est un village de Slovaquie situé dans la région de Nitra.

## Histoire
Première mention écrite du village en 1208.

## Démographie

### Évolution de la population
| Année:               | 1994. | 2004.   | 2014.   | 2024.   |
| -------------------- | ----- | ------- | ------- | ------- |
| Nombre de personnes: | 1190  | 1173    | 1133    | 1145    |
| Différence:          |       | -1,42 % | -3,41 % | +1,05 % |

| Année:               | 2023. | 2024.   |
| -------------------- | ----- | ------- |
| Nombre de personnes: | 1149  | 1145    |
| Différence:          |       | -0,34 % |